# Parque nacional de Mae Puem
El Parque nacional de Mae Puem es un área protegida del norte de Tailandia, en las provincias de Chiang Rai y Phayao. Se extiende por una superficie de 363,70 kilómetros cuadrados. Fue declarado en 1994.
Originariamente, el terreno fue protegido como un bosque pero posteriormente se ha cambiado su estatus al de parque nacional. Una rica variedad de bosques (de pinos, bosques vírgenes y mixtos) se pueden encontrar en esta zona, haciendo de ella un lugar ideal para las aves. El punto más alto del parque nacional alcanza los 978 m s. n. m.